# Regenboldshorn
Das Regenboldshorn, berndeutsch Rägeboldshore, ist ein 2193 m ü. M. hoher Berg oberhalb von Lenk im Schweizer Kanton Bern.
Es liegt südlich vom Hahnenmoospass und ist von Adelboden und von Lenk aus gut erreichbar. Der normale Zugang führt vom Hahnenmoospass aus zum Horn, erst über eine Alpstrasse in südlicher Richtung bis zum Fuss des Horns und weiter über einen Bergweg auf der Westseite.
Das Regenboldshorn bietet einen ausgezeichneten Rundblick. Bei einer Sichtweite von 25 km sind 127 Gipfel zu erkennen, bei einer Sichtweite von 75 km sogar 188.